# 루이 밀른
루이 조지 밀른(Louis George Mylne, 1843 – 1921)은 1876년부터 1897년까지 봄베이 주교였다.

## 경력
조지 밀른은 식민지 가정에서 태어났는데 1867년에 서품 되기 전에 에든버러의 머키스턴 캐슬 스쿨(Merchiston Castle School)과 옥스포드의 코르푸스 크리스티 칼리지(Corpus Christi College)에서 교육을 받았다. 노스 모어톤(North Moreton)에서 큐러시(curacy)를 마친 후 옥스포드의 케블 칼리지에서 강사가 되었고 주교로 승격되었다. 21년 후 그는 영국으로 돌아와 알베처치(Alvechurch)와 말버러에서 재직했다. 더 타임스에 실린 그의 부고 기사에서는 아래와 같이 기술하였다.
"그는 비록 고위 성직자의 구 학파에 속해 있었지만, 그는 자신의 의견과 의견이 일치하지 않는 성공회 교회 안팎의 사람들과 조화롭게 일할 수 있었습니다. ”

## 저작
그는 다작 작가로 그의 저작은 다음과 같다.
- "인도의 영국 교회 생활", 1881
- "인도 교회의 공동 생활", 1884
- "1888년 램버스 회의의 조언과 원칙", 1889년
- "봄베이에서 설교", 1889
- "교회와 고등 비평", 1893
- "재결합에 대한 희망", 1896
- "비밀 장소의 숨겨진 부(인류와 교회)", 1907
- "힌두교 선교", 1908
- 1916년 "성삼위일체"

## 가족
밀른은 1880년 12월 27일 봄베이의 벵골 은행 지점장인 GW Moultrie의 딸인 Amy Frederica Moultrie와 봄베이의 성 토마스 대성당에서 결혼했다.